# Кратеропа сахарська
Кратеро́па сахарська (Argya fulva) — вид горобцеподібних птахів родини Leiothrichidae. Мешкає в Північній Африці і Сахарі.

## Опис
Довжина птаха становить 25,4 см, з яких 2,4–2,5 см припадає на дзьоб і 12,7 см на хвіст. Довжина крила становить 9,3–9,5 см, цівки 3,2–3,3 см. Середня вага 61,4 г. Верхня частина тіла піщано-коричнева. Надхвістя і нижні покривні пера хвоста світліші, жовтувато-коричневі. Голова охриста. Махові пера світлі, жовтуваті. Стернові пера світло-коричневі, поцятковані сірими смужками. Горло білувате, під дзьобом білі "вуса". Нижня частина тіла світло-коричнева. Дзьоб чорний, лапи жовтувато-коричневі, очі карі.

## Підвиди
Виділяють чотири підвиди:
- A. f. maroccana (Lynes, 1925) — південне Марокко, північно-західний Алжир;
- A. f. fulva (Desfontaines, 1789) — північ Алжиру і Тунісу, північний захід Лівії;
- A. f. buchanani (Hartert, E, 1921) — від заходу центральної Мавританії і північного Сенегалу до центрального Чаду;
- A. f. acaciae (Lichtenstein, MHK, 1823) — від північного і східного Чаду до Еритреї і північної Ефіопії.

## Поширення і екологія
Сахарські кратеропи живуть в пустелях і напівпустелях, сухих чагарникових заростях і оазах. В масиві Ахаггар зустрічаються на висоті до 2200 м над рівнем моря.